# Канючні
Канючні (Buteoninae) — підродина хижих птахів родини яструбових. Загалом, таксон містить як власне канюків, так і орлів.
Представники групи мають крупні гачкуваті дзьоби, призначені для розривання тіла своєї здобичі, сильні ноги і кігті. Також вони відоми надзвичайно гострим зором, що дозволяє їм знаходити здобич на великій відстані.
Роди Buteoninae:
- Geranoaetus
- Канюк (Buteo)
- Parabuteo
- Buteogallus
- Busarellus
- Leucopternis
- Kaupifalco
- Butastur
- Harpyhaliaetus
- Morphnus
- Гарпія (Harpia)
- Pithecophaga
- Harpyopsis
- Oroaetus
- Spizastur
- Spizaetus
- Lophaetus
- Stephanoaetus
- Polemaetus
- Орел-карлик (Hieraaetus)
- Орел (Aquila)
- Ictinaetus
- Орлан (Haliaeetus)
- Ichthyophaga